# Rhynchospora globularis
Rhynchospora globularis är en halvgräsart som först beskrevs av Alvin Wentworth Chapman, och fick sitt nu gällande namn av John Kunkel Small. Rhynchospora globularis ingår i släktet småag, och familjen halvgräs.

## Underarter
Arten delas in i följande underarter:
- R. g. globularis
- R. g. pinetorum
- R. g. saxicola